# Barak Braunshtain
Barak Braunstain (tiếng Trung: 巴拉克; sinh ngày 10 tháng 6 năm 1999), là một cầu thủ bóng đá Hồng Kông-Israel, hiện tại thi đấu cho đội bóng tại Giải bóng đá ngoại hạng Hồng Kông Kitchee ở vị trí tiền vệ.

## Sự nghiệp câu lạc bộ
Braunshtain có màn ra mắt cho Kitchee ngày 29 tháng 10 năm 2017 ở Sapling Cup. Kitchee thắng 4-0 trước HK Pegasus.
Braunshtain ra mắt ở giải vô địch cho Kitchee ngày 3 tháng 2 năm 2018. Anh vào sân từ ghế dự bị thay cho Diego Forlán ở phút thứ 59. Kitchee vượt qua Lee Man với tỉ số 5-1.

## Đời sống cá nhân
Braunshtain được học tập tại Island School

## Danh hiệu
Kitchee
- Giải bóng đá ngoại hạng Hồng Kông: 2017–18
- Cúp FA Hồng Kông: 2017–18
- Hồng Kông Sapling Cup: 2017–18